# Cresera silvestrii
Cresera silvestrii là một loài bướm đêm thuộc phân họ Arctiinae, họ Erebidae.